# Lucas Watzenrode
Lucas Watzenrode (anche citato come Lukas o Łukasz) (Toruń, 30 ottobre 1447 – Toruń, 29 marzo 1512) è stato un vescovo cattolico polacco, principe vescovo di Varmia.
Niccolò Copernico, figlio di sua sorella, fu segretario di Watzenrode.

## Biografia

### Origini e famiglia
La famiglia e il cognome derivavano dal villaggio slesiano di Weizenrodau, oggi Pszenno, nel comune di Schweidnitz (Świdnica). Watzenrode nacque a Thorn (Toruń), figlio del commerciante Lucas Watzenrode il Vecchio (1400–62). Studiò all'Università Jagellonica di Cracovia, a Colonia e a Bologna.
Dopo che sua sorella Barbara e suo marito Niklas Koppernigk morirono nel 1483 circa, Lucas si prese cura dei loro quattro figli, Katharina, Barbara, Andreas e Nicolaus, ovvero l'astronomo Niccolò Copernico. 

### Il vescovato di Varmia
Il vescovato di Varmia, precedentemente parte dello stato monastico dei cavalieri teutonici, era, grazie al trattato di Toruń (1466), sotto la protezione del re di Polonia. Sulla base di quel trattato, il re polacco aveva il diritto di nominare il vescovo. Né il capitolo della Varmia, tuttavia, né il vescovo neoeletto da questo, Nicolaus von Tüngen (1467–89), riconoscevano il diritto del re di farlo.
La Polonia contestò l'elezione di von Tüngen e ciò portò alla guerra dei preti (1467-1479) e al primo trattato di Piotrków Trybunalski (1479), con cui il capitolo fu obbligato a cercare un consenso con il re polacco. Il vescovato di Varmia fu reso suffraganeo all'arcivescovado di Riga, allora guidato dall'arcivescovo Michael Hildebrand.

### Il vescovato di Watzenrode
Questo accordo era piuttosto vago, come mostrato nell'elezione del successivo vescovo nel 1489, Lucas Watzenrode, ordinato da papa Innocenzo VIII contro i desideri espliciti del re Casimiro IV Jagellone, che avrebbe preferito che uno dei suoi figli, Federico, fosse divenuto Vescovo di Warmia. Watzenrode resistette, e quando Casimiro morì nel 1492 e gli successe Giovanni I Alberto, Watzenrode riuscì finalmente a stabilire l'indipendenza dal vescovato da Riga. Con il secondo trattato di Piotrków Trybunalski (1512), i vescovi successivi accettarono un'influenza limitata del re polacco sulle elezioni. 
Watzenrode, un buon amministratore degli affari interni del suo territorio, risiedeva a Heilsber, ora Lidzbark. Riorganizzò la scuola della cattedrale e progettò di fondare un'università a Elbing, ora Elbląg. Sosteneva che l'Ordine Teutonico avesse compiuto la sua missione nella regione baltica, avendone convertito le popolazioni al cristianesimo, e propose di inviare l'Ordine in altre regioni pagane. L'impero ottomano rappresentava una minaccia continua e aveva conquistato gran parte dell'Europa, e il vescovo suggerì che l'Ordine "combattesse con i turchi".
Il vescovato fu esposto a ripetuti attacchi armati dell'Ordine Teutonico, che tentò di riconquistare il territorio. La Polonia cercò di annullare l'autonomia del Principe vescovo, sperando di forzare la resa delle sue prerogative alla corona polacca.  In questa situazione di conflitto, Watzenrode custodì gli interessi della Varmia e intrattenne rapporti amichevoli con la Polonia. Era avversario da lungo tempo dei Cavalieri Teutonici e poco dopo la sua morte si sparse addirittura la voce che fosse stato avvelenato da loro.

### Famiglia
Watzenrode si prese cura dei suoi quattro nipoti orfani, due femmine e due maschi. Katharina sposò l'uomo d'affari e funzionario Barthel Gertner, mentre Barbara divenne monaca benedettina. Watzenrode mandò i fratelli Nicolaus (Copernico) e Andreas a studiare all'Accademia di Cracovia e in Italia (Bologna, Padova, Ferrara). Dopo gli studi, Copernico assistette lo zio in questioni amministrative e fu il suo consigliere più vicino e il suo medico personale.
Watzenrode si prese anche cura di suo figlio Philipp Teschner, la cui madre era figlia del rettore della scuola Johannes di Thorn. Quando Watzenrode divenne vescovo, ordinò a Philipp Teschner di diventare sindaco di Braunsberg.
Lucas Watzenrode il Giovane morì a Thorn (Toruń) durante il suo ritorno da un viaggio ufficiale.

## Successione apostolica
La successione apostolica è:
- Vescovo Job von Dobenek, O.T. (1502)
- Vescovo Jan Konopacki (1509)